# Občina Sodražica
Občina Sodražica je ena od občin v Republiki Sloveniji s središčem v Sodražici.
Občina je bila samostojna v času Avstro-Ogrske in Kraljevine Jugoslavije, po 2. svetovni vojni pa je bila ukinjena. Ponovno je bila vzpostavljena z odcepitvijo od Občine Ribnica leta 1998. Ima okoli 2.200 prebivalcev.

## Naselja v občini
Betonovo, Globel, Janeži, Jelovec, Kotel,  Kračali, Kržeti, Lipovšica, Male Vinice, Nova Štifta, Novi Pot, Petrinci, Podklanec, Preska, Ravni Dol, Sinovica, Sodražica, Travna Gora, Vinice, Zamostec, Zapotok, Žimarice